# Rolf Lindström
Rolf Tage Lindström, född 18 oktober 1946 i Solna församling, är en svensk filmfotograf. 

## Filmfoto i urval
- 2013 – Inte flera mord
- 2008 – Selma (TV-serie)
- 2007 – Beck – I Guds namn
- 2007 – Beck – Den japanska shungamålningen
- 2006 – Van Veeteren – Fallet G
- 2006 – Van Veeteren – Moreno och tystnaden
- 2005 – Van Veeteren – Münsters fall
- 2005 – Van Veeteren – Borkmanns punkt
- 2004 – Håkan Bråkan & Josef
- 2002 – Tusenbröder
- 2000 – Jönssonligan spelar högt
- 1995 – Jönssonligans största kupp
- 1994 – Fallet Paragon (TV-serie)
- 1994 – Sixten
- 1992 – Jönssonligan & den svarta diamanten
- 1992 – Blueprint (TV-serie)
- 1981 – Hundarnas morgon